# The Magnetic Squirt
The Magnetic Squirt è un cortometraggio del 1909 diretto da Georges Hatot.